# Комплектов Віктор Георгійович
Віктор Георгійович Комплектов (нар. 8 січня 1932, місто Москва, тепер Російська Федерація — 1 вересня 2020, місто Москва, Російська Федерація) — радянський державний діяч, дипломат, заступник міністра закордонних справ СРСР, надзвичайний і повноважний посол СРСР у США, надзвичайний і повноважний посол Російської Федерації в Іспанії. Член Центральної Ревізійної комісії КПРС у 1986—1990 роках.

## Життєпис
Народився в родині телеграфіста. Під час німецько-радянської війни родину евакуювали до міста Свердловська.
У 1949—1954 роках — студент юридичного факультету Московського державного інституту міжнародних відносин МЗС СРСР. У 1954—1955 роках — на стажуванні в посольстві СРСР у Сполучених Штатах Америки (США).
У 1955—1956 роках — референт у відділі країн Америки (США) Міністерства закордонних справ СРСР.
У 1956—1958 роках — референт-стажер, старший референт економічної групи посольства СРСР у США. З березня по грудень 1958 року — аташе посольства СРСР у США.
У 1959—1960 роках — аташе, в 1960—1962 роках — третій секретар, у 1962—1963 роках — другий секретар відділу країн Америки (США) Міністерства закордонних справ СРСР.
Член КПРС з 1962 року.
У серпні 1963 — листопаді 1965 року — другий секретар, у листопаді 1965 — квітні 1967 року — перший секретар, у квітні 1967 — серпні 1968 року — радник посольства СРСР у США.
У серпні 1968 — серпні 1970 року — радник, у серпні 1970 — січні 1978 року — заступник завідувача відділу США Міністерства закордонних справ СРСР.
У січні 1978 — грудні 1982 року — завідувач відділу США Міністерства закордонних справ СРСР, член колегії МЗС СРСР.
У грудні 1982 — березні 1991 року — заступник міністра закордонних справ СРСР.
15 березня 1991 — 24 січня 1992 року — надзвичайний і повноважний посол СРСР (Російської Федерації) у Сполучених Штатах Америки (США).
У 1992—1994 роках — надзвичайний і повноважний посол Російської Федерації з особливих доручень, працював в Таджикистані.
13 вересня 1994 — 20 жовтня 1999 року — надзвичайний і повноважний посол Російської Федерації в Іспанії.
25 березня 1996 — 20 жовтня 1999 року — надзвичайний і повноважний посол Російської Федерації в Князівстві Андорра (за сумісництвом).
З 1999 року — персональний пенсіонер у місті Москві. Викладав у Московському державному університеті імен Ломоносова.

## Нагороди і звання
- орден Жовтневої Революції
- орден Трудового Червоного Прапора
- орден «Знак Пошани»
- медаль «За трудову відзнаку»
- медалі
- надзвичайний і повноважний посол СРСР (1977)
- Почесна грамота Президії Верховної Ради Російської РФСР (1982)